# Unterhöhenstetten
Das Dorf Unterhöhenstetten ist ein Ortsteil der Stadt Waldkirchen im Landkreis Freyung-Grafenau. Die gleichnamige Gemeinde kam am 1. April 1971 an Waldkirchen.

## Geografie
Unterhöhenstetten liegt im südlichen Bayerischen Wald 4 Kilometer westlich von Waldkirchen.

## Geschichte
Unterhöhenstetten wird 1308 als hohensteten in einer Urkunde des Frauenklosters Niedernburg in Passau erwähnt. Zu dieser Zeit war der Ort schon Teil des Hochstifts Passau. Der Ort gehörte zum Amt Waldkirchen des Pfleggerichts Leoprechting und wurde 1803 mit dem größten Teil des Passauer Gebietes zugunsten des Kurfürstentums Salzburg von Ferdinand III. von Toskana säkularisiert. Er fiel 1805 an Bayern. Mit der Bildung der Gemeinden im Jahre 1818 auf Grund des zweiten bayerischen Gemeindeedikts vom 17. Mai 1818 wurde die Gemeinde Unterhöhenstetten gebildet. Sie umfasste neben Unterhöhenstetten auch die Orte Bernhardsberg, Breinhof, Gaisberg, Holzfreyung, Kühn, Neidlingerberg, Niederstocking (nur von 1875 bis 1888), Oberhöhenstetten, Ödhof, Saßbach, Saßbachmühle, Stocking und Unholdenberg. Die Gemeinde wurde am 1. April 1971 nach Waldkirchen eingegliedert.